# Distància
La distància és la longitud de l'interval de lloc o de temps entre dues coses. N'hi ha definicions de distància particulars, segons el camp d'investigació: mètrica, geomètrica euclidiana, matemàtica, física… Intervé en la definició matemàtica de la recta com a «línia que en l'espai determina la distància més curta entre dos punts». Un cas particular és la distància entre dos punts en un cos esfèric, com ara la Terra que és diu línia ortodròmica. Quant al camí recorregut per anar d'un punt a un altre en la vida real, hi pot haver-hi una gran diferència per mor d'accidents geogràfiques, la tria del vehicle, la densitat del trànsit o la qualitat del camí. Així l'explica el refrany: «bon camí mai no és marrada». També hi ha usos metaforíques del concepte com ara en sociologia, psicologia i informàtica.

## Matemàtiques
En matemàtiques, per a un conjunt d'elements {\displaystyle X} es defineix formalment la distància com a qualsevol funció binària {\displaystyle d(a,b)} de {\displaystyle X^{2}} en {\displaystyle \mathbb {R} } que compleixi les següents propietats:
- No negativitat: {\displaystyle d(a,b)\geq 0\ \forall a,b\in X}
- Simetria: {\displaystyle d(a,b)=d(b,a)\ \forall a,b\in X}
- Identitat dels indiscernibles: {\displaystyle d(a,b)=0\ \Leftrightarrow a=b\ \forall a,b\in X}
- Desigualtat triangular: {\displaystyle d(a,b)\leq d(a,c)+d(c,b)\ \forall a,b,c\in X}[7]

El conjunt {\displaystyle X} amb una distància definida sobre ell s'anomena espai mètric.
Aquestes propietats les compleix la distància euclidiana o geomètrica, que és la que correspon al concepte quotidià de distància, però hi ha altres distàncies que s'aparten d'aquest concepte. Vegeu exemples d'altres distàncies a l'article espai mètric.
Si deixem d'exigir que {\displaystyle \forall a,b\in X,\quad d(a,b)=0\quad \Longrightarrow \quad a=b}, s'obté el concepte de pseudodistància o pseudomètrica.
La distància és el concepte fonamental de la topologia d'espais mètrics. Un espai mètric no és altra cosa que un parell {\displaystyle (X,d)}, on {\displaystyle X} és un conjunt en què definim una distància {\displaystyle d}.
En cas que tinguéssim un parell {\displaystyle (X,d)} i {\displaystyle d} fos una pseudodistància sobre {\displaystyle X}, llavors diríem que tenim un espai pseudomètric.
Si {\displaystyle (X,d)} és un espai mètric i {\displaystyle E\subset X}, podem restringir {\displaystyle d} a {\displaystyle E} de la següent forma:
{\displaystyle d':E\times E\longrightarrow \mathbb {R} } de forma que si {\displaystyle x,y\in E} llavors {\displaystyle d'(x,y)=d(x,y)} (és a dir, {\displaystyle d'=d|_{E\times E}}). L'aplicació {\displaystyle d'} és també una distància sobre {\displaystyle d}, i com comparteix sobre {\displaystyle E\times E} els mateixos valors que {\displaystyle d}, es denota també de la mateixa manera, és a dir, direm que {\displaystyle (E,d)} és subespai mètric de {\displaystyle (X,d)}.

### Distància d'un punt a un conjunt
Si {\displaystyle (X,d)} és un espai mètric, {\displaystyle E\subset X}, {\displaystyle E\neq \varnothing } i {\displaystyle x\in X}, podem definir la distància del punt {\displaystyle x} al conjunt {\displaystyle E} de la següent manera:
{\displaystyle d(x,E):=\inf\{d(x,y):y\in E\}}.
Cal destacar les següents tres propietats:
- En primer lloc, en les condicions donades, sempre existirà aquesta distància, doncs {\displaystyle d} té per domini {\displaystyle X\times X}, així que per a qualsevol {\displaystyle y\in E} existirà un únic valor real positiu {\displaystyle d(x,y)}. Per la completesa de {\displaystyle \mathbb {R} } i com que la imatge de d està fitada inferiorment per 0, queda garantida l'existència de l'ínfim d'aquest conjunt, és a dir, la distància del punt al conjunt.

- Si {\displaystyle x\in E} llavors {\displaystyle d(x,E)=0}.

- Pot ser que {\displaystyle d(x,E)=0} però {\displaystyle x\notin E}, per exemple si {\displaystyle x} és un punt d'adherència de {\displaystyle E}. De fet, la clausura de {\displaystyle E} és precisament el conjunt dels punts de {\displaystyle X} que tenen distància 0 a {\displaystyle E}.

Els casos de distància d‟un punt a una recta o de distància d‟un punt a un pla no són més que casos particulars de la distància d‟un punt a un conjunt, quan es considera la distància euclidiana.
Es pot utilitzar el mètode següent:
Donat un punt (n,m) que no pertany a la recta f(x),
1) Trobeu l'equació de la recta perpendicular a f(x) que passa per (n,m). Això porta dos passos: trobar el pendent (pendent perpendicular) i trobar l'ordenat a l'origen (reemplaçant el punt (n,m) i aclarint).
2) Trobar la intersecció entre aquestes dues rectes. Això comporta dos passos: trobar la x de la intersecció per igualació, trobar la i de la intersecció substituint la x en qualsevol de les dues equacions. Amb això s'obté el punt (o,p)
3) Trobar la distància entre (n,m) i (o,p).

### Distància entre dos conjunts
Si {\displaystyle (X,d)} és un espai mètric, {\displaystyle A\subset X} i {\displaystyle B\subset X}, {\displaystyle A\neq \varnothing }, {\displaystyle B\neq \varnothing }, podem definir la distància entre els conjunts {\displaystyle A} i {\displaystyle B} de la següent manera:
{\displaystyle d(A,B):=\inf\{d(x,y):x\in A,i\in B\}}.
Per la mateixa raó que abans sempre està definida. A més {\displaystyle d(A,A)=0}, però pot passar que {\displaystyle d(A,B)=0} i tanmateix {\displaystyle A\neq B}. És més, podem tenir dos conjunts tancats la distància dels quals sigui 0 i no obstant siguin disjunts, i fins i tot que tinguin clausures disjuntes.
Per exemple, el conjunt {\displaystyle A:=\{(x,0):x\in \mathbb {R} \}} i el conjunt {\displaystyle B:=\{(x,e^{x}):x\in \mathbb {R} \}}. D'una banda, {\displaystyle A=\operatorname {cl} (A)}, {\displaystyle B=\operatorname {cl} (B)} i {\displaystyle A\cap B=\varnothing }, i de l'altra {\displaystyle d(A,B)=0}.
La distància entre dues rectes, la distància entre dos plans, etc. no són més que casos particulars de la distància entre dos conjunts quan es considera la distància euclidiana.

## Física
Es denomina distància entre dos punts A(x1,y1) i B(x₂,y₂) la longitud del segment que uneix A i B. S'expressa matemàticament com:
{\displaystyle d={\sqrt {(x_{2}-x_{1})^{2}+(y_{2}-y_{1})^{2}}}}
La distància entre un punt P i una recta R és la longitud del camí més curt que uneix el punt P(x1,y1) amb la recta R = Ax + By + C. Matemàticament s'expressa com:
{\displaystyle d={\frac {Ax_{1}+By_{1}+C}{\sqrt {A^{2}+B^{2}}}}}
La distància entre dues rectes paral·leles és la longitud del camí més curt entre una i un punt qualsevol de l'altra.
La distància entre un punt P i un pla L és la longitud del camí més curt entre el punt P(x1,i1,z1) i el pla L = Ax + By + Cz + D. Matemàticament s'expressa:
{\displaystyle d={\frac {Ax_{1}+By_{1}+Cz_{1}+D}{\sqrt {A^{2}+B^{2}+C^{2}}}}}

## Distància o el camí més curt en una superfície corba

Rutes aèries entre Los Angeles i Tòquio segueixen aproximadament una ruta directa de cercle màxim (a dalt), però utilitzen el corrent en Jet (a baix) quan es dirigeixen cap a l'est. La ruta més curta apareix com una corba en lloc d'una línia recta perquè la projecció del mapa no escala totes les distàncies per igual en comparació de la superfície esfèrica real de la Terra

La distància en línia recta entre dos punts de la superfície de la Terra no és gaire útil per a la majoria dels propòsits, ja que no podem fer un túnel recte a través del mantell terrestre. En el seu lloc, se sol mesurar el camí més curt al llarg de la superfície de la terra a vol d'ocell, un camí que es diu la geodèsica o la línia ortodròmica d'una esfera.
En termes més generals, el camí més curt entre dos punts al llarg d'una superfície corba es coneix com a geodèsica.

## Distància i relativitat
En la teoria de la relativitat, a causa de fenòmens com la contracció de la longitud i la relativitat de la simultaneïtat, les distàncies entre objectes depenen de l'elecció del marc de referència inercial. A escales galàctiques i majors, el mesurament de la distància també es veu afectat per l'expansió de l'univers. A la pràctica, es fan servir diverses mesures de distància en cosmologia per quantificar aquestes distàncies.

## Altres distàncies espacials

Distància Manhattan en una quadrícula

Les definicions inusuals de distància poden ser útils per modelitzar certes situacions físiques, però també es fan servir en matemàtiques teòriques:
- A la pràctica, el que interessa és la distància de viatge entre dos punts al llarg de les carreteres, en lloc de vol d'ocell. En un pla quadriculat, la distància de viatge entre els cantons dels carrers ve donada per la geometria del taxista: en una ciutat amb pla hipodàmic (com ara l'eixample de Barcelona) el nombre d'illes est-oest i nord-sud que cal travessar per arribar entre aquests dos punts, si no hi hagués carrers a sense únic.[12]
- Els calculadors d'itineraris amb sistema de posicionament global són capaços de calcular la distància real a recórrer. Segons la qualitat de les dades, poden tenir en compte factors personals (trajecte sense peatge, trajecte amb bici…), temporals (densitat del trànsit, accidents, obres) o pràctics (carreteres prohibits al trànsit de certs productes).[13]
- La distància del tauler d'escacs, formalitzada com a distància de Txebixov, és el nombre mínim de moviments que un rei ha de realitzar en un tauler d'escacs per desplaçar-se entre dues caselles.[14]

## Distàncies metafòriques
Moltes nocions abstractes de distància utilitzades en matemàtiques, ciència i enginyeria representen un grau de diferència o de separació entre objectes similars.

### Distància estadística
En estadística i geometria de la informació, les distàncies estadístiques mesuren el grau de diferència entre dues distribucions de probabilitat. Hi ha molts tipus de distàncies estadístiques, típicament formalitzades com a divergències; permeten entendre un conjunt de distribucions de probabilitat com un objecte geomètric anomenat col·lector estadístic. La més elemental és la  distància euclidiana al quadrat, que es minimitza pel mètode de mínims quadrats; és la divergència de Bregman més bàsica. La més important en teoria de la informació és l'entropia relativa o divergència de Kullback-Leibler, que permet estudiar de forma anàloga l'estimació de màxima versemblança geomètricament; és un exemple tant de f-divergència com de divergència de Bregman (i de fet l'únic exemple que és totes dues). Les varietats estadístiques corresponents a les divergències de Bregman són varietats planes en la geometria corresponent, cosa que permet utilitzar un anàleg del teorema de Pitàgores (que es compleix per a la distància euclidiana al quadrat) per a problemes inversos lineals en la inferència per  teoria de l'optimització.
Altres distàncies estadístiques importants són la distància de Mahalanobis i la distància d'energia. A diferència de la distància matemàtica, moltes de les divergències utilitzades en estadística no són mètriques.

### Distància (orto)gràfica i semàntica
La distància gràfica entre els mots de ‘canella’ i ‘canalla’, que difereixen només en una lletra, és molt curta mentrestant que la distància semàntica és enorme. És l'invers amb els mots ‘canalla’ i ‘quitxalla’, que només tenen dues lletres en comú, gairebé sinònims però amb gran distància gràfica.
En el camp de l'informàtica, la distància de Levenshtein mesura entre dues cadenes mesura  el nombre mínim d'edicions requerides per a transformar una cadena de caràcters en una altra. Aquesta idea s'utilitza en correctors ortogràfics i en teoria de la codificació, i es formalitza matemàticament de diverses formes diferents. Altres variants són distància de Hamming, distància de Lee i distància de Jaro-Winkler.

### Distància en la teoria de grafs
En un graf, la distància entre dos vèrtexs es mesura per la longitud del camí d'aresta més curt entre ambdós. Per exemple, si el graf representa una xarxa social, llavors la idea de si graus de separació es pot interpretar matemàticament com que la distància entre dos vèrtexs sigui com a màxim sis. De la mateixa manera, el número d'Erdős i el número de Bacon—el nombre de relacions de col·laboració que separen una persona del prolífic matemàtic Paul Erdős i de l'actor Kevin Bacon (vegeu Sis graus de Kevin Bacon), respectivament—són distàncies en els grafs les arestes dels quals representen col·laboracions matemàtiques o artístiques.

### A les ciències socials
En la psicologia, la geografia humana i les ciències socials, la distància es teoritza sovint no com una mesura numèrica objectiva, sinó com una descripció qualitativa d'una experiència subjectiva. Per exemple, la distància psicològica és «el conjunt de les diferents formes en què un objecte pot estar allunyat» del jo al llarg de dimensions com «el temps, l'espai, la distància social i la hipotètica». En sociologia, la distància social descriu la separació entre individus o grups socials en societat al llarg de dimensions com classe social, raça/ètnia,  gènere o sexualitat.